# Szkoła Podstawowa im. bł. ks. Jerzego Popiełuszki w Mirocinie
Szkoła Podstawowa im. bł. ks. Jerzego Popiełuszki w Mirocinie – szkoła o charakterze podstawowym w Mirocinie.

## Historia
Początki szkolnictwa parafialnego w Mirocinie są datowane na początek XIX wieku, gdy już na jakiś czas przed 1830 rokiem powstała szkółka parafialna przy miejscowej cerkwi Schola parochialis. 
Według odnalezionych "Protokołów czynności od roku 1891 do 1899", w którym wspomniano o istnieniu szkoły w Mirocinie od 1868 roku. Przydatnym archiwalnym źródłem wiedzy o szkolnictwie w Galicji są austriackie Szematyzmy Galicji i Lodomerii, które podają wykaz szkół, wraz z nazwiskami ich nauczycieli. Początkowo szkoła była 1-klasowa, a w latach 1879–1882 szkoła była filialna. Od 1882 roku szkoła była znowu 1-klasowa. Od 1906 roku szkoła posiadała nauczycieli pomocniczych, którymi byli: Maria Narowska (1906–1907), Maria Jaworska (1907–1908, 1909–1910), Paulina Gaczkowa (1909–1914?), Adam Małkowiak (1911–1914?), Zofia z Sęków Kielarowa (1913–1914?). 
Początkowo szkoła posiadała 2 sale lekcyjne, a od 1936 roku po rozbudowie szkoły było 4 sale lekcyjne. Podczas II wojny światowej w budynku szkoły stacjonowały wojska niemieckie. Szkoła wznowiła działalność po wyzwoleniu, ale z powodu braku pomieszczeń, nauka części klas odbywała się w wynajętych pomieszczeniach w domu prywatnym, w salce katechetycznej i w domu kultury. W latach 90. do punktu katechetycznego dobudowano lewe skrzydło szkoły, które oddano do użytku w 1994 roku. W 1999 roku na mocy reformy oświaty szkoła została zmieniona na 6-klasową, a w 2003 roku utworzono Zespół Szkół w Mirocinie (SP i Gimnazjum). W 1998 roku rozpoczęto budowę drugiego skrzydła szkoły, które oddano do użytku w 2009 roku. 19 października 2011 roku patronem szkoły został Bł. ks. Jerzy Popiełuszko. W 2017 roku na mocy reformy oświaty przywrócono 8-letnią szkołę podstawową.
Kierownicy i dyrektorzy
1874–1876. Posada nie obsadzona.
1876–1877. Józef Gill.
1877–1878. Bazyli Stanko.
1878–1882. Maria Krynicka.
1882–1890. Wojciech Stanisławczyk.
1890–1894. Antoni Folwarczny.
1894–1895. Piotr Kluz.
1895–1899. Gwalbert Kruczek.
1899–1907. Michalina Bienik.
1907–1908. Izabela Reyman.
1908–1909. Maria Jaworska.
1909–1910. Józef Kozicki.
1911-1914(?). Kazimierz Koczocik.
1916–1921. Zenon Kruszelnicki.
1921–1924. Jan Banaś.
1924–1930. Tomasz Szerszeń.
1930–1932. Kazimierz Kaliciński.
1932–1939. Roman Chudziński.
1944–1971. T. Kowal, M. Borcz, A. Sierpiński.
1971–1973. Józef Siwak.
1973–1983. Wilhelmina Bester.
1983–1985. Maria Pisula.
1985–1987. Zofia Zawadzka.
1987–1989. Marian Sydor.
1989–1990. (...) Płocka.
1990–2010. Marian Sydor.
2010– nadal Krystyna Serwańska.

## Znani absolwenci
- o. Sławomir Słoma – dominikanin, duszpasterz akademicki.